# Нептун
Нептун (симбол: ♆) је осма планета у Сунчевом систему. Удаљен је 30,06 АЈ или 4.504.000.000 километара од Сунца, и има пречник од 49.532 km (екватор) и масу од 1,0247×1026 kg. По пречнику Нептун је четврта планета по величини, после: Јупитера, Сатурна и Урана. Планету Нептун опасују прстенови, њих има 4: 1989N3R, 1989N2R, 1989N4R, 1989N1R. Нептунови прстенови су слабије изражени него код Сатурна или Урана.
Галилео Галилеј је приметио Нептун 28. децембра 1612. и 27. јануара 1613. Нептун је тих дана био у готово непомичном стању на небу, тако да Галилеј није могао да закључи да је у питању планета, већ је мислио да је то звезда. Положај Нептуна је математичким калкулацијама одредио Ирбен Леверије, а по тим прорачунима га је на небу 23. септембра 1846. спазио астроном Јохан Готфрид Гале уз помоћ Хајнриха Дареа. Име је добио по римском богу мора и његов је симбол трозубац.
До сада је откривено 14 Нептунових природних сателита. Највећи је Тритон, с пречником од 2 706 км (открио га је Вилијам Ласел 1846); његова је стаза јако нагнута према планетном екватору и сателит се креће ретроградно. Други је Нереида, док су остали месеци знатно мањи. Најважнији су (по удаљености од средишта планете):
- Најада (откривен 1989)
- Таласа (1989)
- Деспина (1989)
- Галатеја (1989)
- Лариса (1981)
- Протеј (1989)
- Тритон (1846)
- Нереида (1949)

Састав Нептуна сличан је Урановом са заједничком особином да се разликују од гасовитих дивова Јупитера и Сатурна. Нептунова атмосфера, иако слична гасовитим дивовима, уз водоник и хелијум садржи веће количине „леда“ попут воде, амонијака и метана. Да би нагласила њихова главна својства, астрономи Нептун и Уран понекад називају „леденим дивовима.“ Унутрашњост планете углавном је састављена од стена и леда. Плава појава планете резултат је метана у атмосфери.
За разлику од релативно незанимљиве атмосфере Урана, Нептунова атмосфера је препознатљива по својим активним и видљивим временским обрасцима. Тако је на пример током прелета Војаџера 2 1989. на јужној хемисфери је примећена Велика тамна пега упоредива с Великом црвеном мрљом на Јупитеру. Овакве временске појаве покрећу најснажнији ветрови у целом Сунчевом систему са забележеним брзинама од чак 2 100 км/ч. Због велике удаљености од Сунца, Нептунова спољна атмосфера једно је од најхладнијих места у Сунчевом систему с температурама на врховима облака од око −218 °C (55 ). Температуре у средишту планете износе око 5 000 °C. Нептун има слабе и фрагментиране планетарне прстенове који су откривени током 1960-их, мада су са сигурношћу су потврђени тек 1989. с Војаџером 2.
Екватор планете је закошен у односу на раван стазе за 28,3°. Због брзе је вртње спљоштен. С приближавањем Сунцу (на елиптичној стази) облаци се јаче развијају, вероватно због топлије и динамичније атмосфере. Нептун има унутрашњи извор топлоте који температури његове површине доприноси више од Сунчевог зрачења. Магнетно поље му је слабије од поља других дивовских планета, а оса поља јако је нагнута према оси обртања – за 47°, при чем је удаљена 0,5 полупречника од планетног средишта. Нептун има јоносферу и радијацијске појасеве, а у средишту има стеновито језгро Земљине величине те плашт богат водом, метаном и амонијаком.
За планете даље од Сатурна, антички народи нису знали. Уран је на рубу видљивости голим оком, јер му је током опозиције сјај достигне привидну магнитуду m = +5,8. Нептун током просечне опозиције има звездану величину = +7,6. На средњим удаљеностима од Сунца, која износе 19,2 и 30 АЈ, Уран и Нептун обиђу по стазама за 84 односно 165 година. Стога се међу звездама крећу веома споро. Са Земље се у најбољем случају виде као плочице угаоног пречника 4" односно 2".

## Историја

### Откриће
Галилејеви цртежи доказују да је Нептун први пут посматрао 28. децембра 1612. и поново 27. јануара 1613. Оба пута Галилео га је сматрао звездом. Током првог раздобља посматрања у децембру 1612, Нептун је био статичан зато што је управо на тај дан постао ретроградан. Ово наоко обрнуто кретање настаје кад се Земљина орбита приближи некој од планета спољашњег Сунчевог система. Будући да је Нептун тек започињао са својим ретроградним циклусом, слабо кретање планета било је тешко уочљиво за примитиван телескоп каквим се служио Галилео. У јулу 2009. физичар Дејвид Џејмисон са универзитета у Мелбурну најавио је нове доказе који сугеришу да је Галилео у најмању руку био свестан да се звезда коју је посматрао кретала у односу на остале фиксне звезде.
Године 1821. Алексис Бувар је објавио астрономске прорачуне орбите Нептуновог суседа, Урана. Накнадна посматрања утврдила су значајне девијације од предвиђене путање што је Бувара навело да теоретише о непознатом телу које гравитацијски утиче на Уран. Године 1843. Џон Куч Адамс започео је с проучавањем орбите Урана на основу података које је преко Џејмса Чалиса добио од Сер Џорџа Ерија. С радом је наставио током 1845—46. те је дошао до неколико различитих предвиђања о новој планети.
Током 1845—46. је Ирбен Леверије, независно од Адамса, развио је властите прорачуне, али се такође сусрео с потешкоћама око заинтересовања својих сународника. У априлу 1846, након што је видео Леверијеве процене о положају планета те запазио сличности с Адамсовим проценама, Ери је уверио директора опсерваторије у Кембриџу Џејмеса Чалиса да крене у потрагу за планетом. Чалис је провео август и септембар претражујући ноћно небо.
Леверије је у међувремену путем писма контактирао Јохана Готфрида Галеа из Берлина те га упутио на посматрање. Хајнрих Даре, студент у опсерваторију, сугерисао је Галеу да упореде недавно направљену карту неба подручја на које је упутио Леверије с тренутним небом у потрази за променама које би биле карактеристичне за планету. Увече истог дана када је писмо примљено, 23. септембра 1846, Нептун је откривен 1° од положаја на којем га је предвидео Леверије, односно 12° од Адамсовог предвиђања. Чалис је касније утврдио да је планета посматрана два пута раније у августу, али да није била идентификована због рутинског приступа послу.
У јеку открића, између Француза и Британаца завладало је националистичко ривалство у томе ко заслужује признање за откриће. Међународним консензусом накнадно је утврђено да заслуге за откриће заслужују подједнако Леверије и Адамс. Од 1966. Денис Раулинс доводи у питање кредибилитет Адамсове улоге копроналазача, због чега је цели случај ревидиран од стране историчара 1998. Након ревизије, утврђено је да „Адамс не заслужује једнаке заслуге као и Леверије за откриће Нептуна. Те заслуге припадају само особи која је била успешна у предвиђању локације планете и уверавању других астронома да је потраже.”

### Именовање
Непосредно након открића Нептун се ословљавао једноставно „планетом удаљенијим од Урана“" или „Леверијевом планетом“". Први предлог имена дошао је од Галеа који је предложио име Јанус. У Енглеској, Чалисов предлог био је Океан.
Позивајући се на право да именује своје откриће, Леверије је убрзо предложио име Нептун, притом лажно тврдећи да је исто службено одобрио француски Буро за географске ширине. У новембру је тражио да се планета назове Леверије према њему самом, за шта је имао подршку од директора опсерваторије Франсое Арога. Тај приједлог је наишао на жесток отпор изван Француске. Француски часописи убрзо су поновно увели име Хершел за Уран, према његовом откривачу, Сир Вилхелму Хершеле, те Леверије за нову планету. Дана 29. децембра 1846. Ф.Г.В. фон Струве је пред Санкт Петербуршком академијом наука изашао с подршком имену Нептун, након чега то ускоро постаје и међународно признато име. Нептун је у римској митологији био бог мора, еквивалент грчком Посејдону. Аргумент за прихваћањем митолошког имена био је у складу с постојећом традицијом именовања планета где су све, осим Земље, назване по ликовима из грчке и римске митологије.

### Статус
Нептун је сматран најудаљенијим познатим планетом од открића 1846. до каснијег открића Плутона 1930. Услед открића Плутона, Нептун је постао предзадња планета Сунчевог система, осим у раздобљу од 1979. до 1999. када је Плутонова елиптична орбита учинила да буде ближи Сунцу. Откриће Којперовог појаса 1992. навело је многе астрономе да преиспитују Плутонов статус планете. Године 2006. Међународна астрономска унија по први је пут дефинисала „планету“, рекласификујући Плутон у патуљасту планету због чега је Нептун још једном постао најудаљенија планета Сунчевог система.

## Састав и структура
Нептун спада у гасне дивове, као и Јупитер, Сатурн и Уран. На основу мерења летелице Војаџер 2 израчунато је да Нептун вероватно има језгро величине Земље. Израчуната равнотежна температура планете је око 51  (-222 °C), међутим мерења су показала да у унутрашњости планете постоји слој температуре 140 K због преласка амонијака из гасовитог у течно и чврсто стање. Нептун зрачи 2,7 пута више енергије него што је добија од Сунца.
С масом од 1,0243 x 1026 кг, Нептун је средње тело између Земље и већих гасовитих дивова: маса му је седамнаест пута већа од Земљине, али је свега 1/19 Јупитерове. Површинска гравитација мања је само од Јупитерове, што та два гасовита дива чини јединим планетама у Сунчевом систему с гравитацијом већом од Земљине. Екваторијални појас од 24764 км готово је четири пута већи од Земљиног. Заједно с Ураном чини поткласу гасовитих дивова под називом „ледени дивови” услед њихове мање величине и веће концентрације лако испарљивих елемената у односу на Јупитер и Сатурн. Нептуново се име у потрази за егзопланетама користи као метоним, па се откривена тела сличне масе називају „Нептунима”.

### Унутрашња структура
Нептунова унутрашња структура слична је Урановој. Атмосфера чини око 5 до 10% масе те се протеже до 10 – 20% према унутрашњости где досеже притисак од око 10 GPa. У нижим деловима атмосфере владају повећане концентрације метана, амонијака и воде.
Поступно ова тамнија и топлија регија се кондензује у суперзагрејани текући плашт где температуре досежу распон од 2000 до 5000 K. Сам плашт једнак је 10 до 15 маса Земље, те је богат водом, амонијаком и метаном. Како је то већ уобичајено у планетарној науци, ова се комбинација назива „леденом“, иако се ради о врућем флуиду високе густине. Овај флуид високе електричне проводљивости понекад се назива и водено-амонијачним океаном. На дубини од 7000 км могући су услови при којима се метан распада на дијамантне кристале који се затим спуштају према језгру. Могуће је да се плашт састоји од слоја јонизоване воде где се молекули воде распадају на мешавину водоникових и кисеоникових јона, те дубље суперјонизоване воде код које се кисеоник кристализује док се водоникови јони слободно крећу.
Језгро планете састављено је од гвожђа, никла и силиката с унутрашњим моделом који предвиђа масу једнаку 1,2 масе Земље. Притисак у средишту износи 7 Mbar (700 GPa), што је милионима пута више него на Земљиној површини.

### Атмосфера
На вишим висинама Нептунова атмосфера састоји се од 80% водоника и 19% хелијума. У траговима је присутан и метан. Изражене абсорбирајуће траке метана појављују се на таласним дужинама вишим од 600 nm, у црвеном и инфрацрвеном делу спектра. Као и код Урана, наведена апсорпција црвеног светла од стране атмосферског метана даје Нептуну његову плаву боју, иако се својим плаветнилом разликује од Урановог благог цијана.
Нептунова атмосфера дели се на две главне регије: нижу тропосферу, где се температуре смањују с висином, те стратосферу где се температуре повећавају с висином. Граница између наведених, тропопауза, појављује се при притиску од 0,1 бар. На стратосферу се наставља термосфера с притиском мањим од 10-5 до 10-4 микробара. Термосфера ултиматно постаје егзосфера.
Модели сугеришу да је Нептунова тропосфера повезана облацима различитог састава зависно од висине. Облаци на вишим нивоима настају при притисцима нижим од једног бара, где је температура погодна за кондензацију метана. За притиске између једног и пет бара (100 и 500 kPa), верује се да настају облаци амонијака и водоник-сулфида. За притиске изнад пет бара верује се да се облаци састоје од амонијака, амонијум сулфида, водоник-сулфида и воде. Дубљи облаци формирани од воденог леда би требало да се налазе при притисцима од 50 бара (5,0 MPa), где температуре досежу 0 °C.
Облаци на великим висинама су посматрани како бацају сенке на нижи облачни слој. Такође су видљиве велико-висинске траке облака које окружују планету на константној географској ширини. Широке су од 50 до 150 km, те леже око 50 до 110 km изнад облачног слоја.
Нептунов спектар сугерише да је нижа стратосфера магловита због кондензације продуката ултраљубичасте фотолизе метана, попут етана и ацетилена. У стратосфери су у траговима присутни угљен-моноксид и цијановодонична киселина. Нептунова стратосфера топлија је у односу на Уранову због повећане концентрације угљоводоника.
Због још неразјашњених разлога, термосфера планете има аномално високу температуру од око 750 K. Планета је превише удаљена од Сунца да би овакву врућину створило ултраљубичасто зрачење. Једно од могућих објашњена је атмосферска интеракција с јонима планетиног магнетског поља. Други могући узрок су гравитациони таласи из унутрашњости који се распадају у атмосфери. Термосфера садржи и трагове угљен-диоксида и воде који су се вероватно наталожили из спољашњих извора попут метеора и прашине.

### Магнетно поље
Магнетско поље Нептуна нагнуто је 47° у односу на осу ротације планете, а извор магнетског поља је од средишта планете удаљен 0,55 пречника, тако да се налази у омотачу, а не у језгру. Јачина поља на површини планете зависи од положаја, а може бити до три пута слабије или јаче од онога на Земљи. Интензитет Сунчевог ветра такође утиче на магнетизам.
Поларна светлост (аурора бореалис), која је забележена на Нептуну, није ограничена само на поларне пределе услед сложености магнетског поља. Електрична енергија коју производи Нептунова аурора снаге је тек 50 милиона вати (50 MW), за разлику од Земљине чија је снага 2000 пута већа: 100 гигавата (GW).
Сонда Војаџер 2 је забележила емисије радио-таласа које у временским периодима од 16 сати и 7 минута ствара магнетско поље.

### Планетарни прстенови
Иако Нептун поседује систем планетарних прстенова, они су знатно мањи него Сатурнови. Могуће је да се прстенови састоје од честица леда прекривених силикатима и угљеничним материјалима, због чега су црвенкасте боје. Три главна прстена су Адамс 630000 км од средишта Нептуна, Леверије 53000 км и Гале на 42000 км. Слабији спољашњи продужетак Леверијевог прстена назван је Ласел; са спољашње стране омеђен је прстеном Араго који се налази на удаљености од 57000 км.
Први од ових планетарних прстенова откривен је 1968. од стране тима под вођством Едварда Гвинана, иако се накнадно сумњало да је прстен непотпун. Докази да прстени у себи садрже празнине први су се пут појавили током звездане окултације 1984. кад су прстенови ометали поглед на звезду током заласка, али не и изласка. Снимци с Војаџера 2 1989. разрешили су несугласице показујући неколико слабих прстенова. Они имају збијену структуру, чији се узрок са сигурношћу не зна, али се претпоставља да је последица гравитацијске интеракције с малим месецима у њиховој близини.
Најудаљенији прстен, Адамс, садржи пет изражених лукова: Courage, Liberté, Egalité 1, Egalité 2 и Fraternité (Храброст, Слобода, Једнакост и Братство). Објашњење њиховог постојања било је тешко, будући да би, према законима кретања, лукови требало да се рашире у прстенове у врло кратком року. Астрономи данас верују да су лукови обликовани у свој данашњи облик због гравитацијског утицаја месеца Галатеја.
Посматрања са Земље извршена 2005. открила су да су Нептунови прстенови знатно нестабилнији него што се раније претпостављало. Снимци опсерваторије В. М. Кек из 2002. и 2003. показале су значајан распад прстенова у односну на снимке Војаџера 2. То се посебно односи на лук Liberté за који се претпоставља да би могао нестати у току једног века.

## Клима
Једна од разлика између Нептуна и Урана је и просечан ниво метеоролошких активности. Када је 1986. Војаџер 2 прелетио Уран, планета је визуелно деловала поприлично мирно и незанимљиво, што је била сушта супротност Нептуну који је показивао значајне метеоролошке феномене током прелета 1989.
Нептунову климу карактеришу екстремни динамички системи олуја с ветровима који достижу брзине од готово 600 м/с. Типичније, праћењем кретања дуготрајних облака, закључено је да брзина ветра варира од 20 м/с у смеру истока до 325 м/с према западу. На врховима облака ветрови добијају брзине до 400 м/с уз екватор, те до 250 м/с на половима. Већина ветрова креће се у смеру супротном од ротације планете. Општи узорак ветрова показао је проградну ротацију на већим висинама, те ретроградну ротацију на мањим висинама. Верује се да је разлика у смеровима последица „ефекта коже“, те да није повезана с неким дубљим атмосферским процесима.
Године 2007. откривено је да је горња тропосфера Нептуновог јужног пола топлија за око 10 °C од остатка планете на којем влада просечна температура од око -200 °C (70 ). Топлотна разлика је довољна да метан, који се иначе другде налази смрзнут у горњој атмосфери, процури у облику гаса кроз јужни пол, у свемир. „Топла тачка“ резултат је Нептуновог нагиба осе због којег је јужни пол изложен Сунцу барем четвртину Нептунове године, што грубо износи око 40 Земаљских година. Како се Нептун полако кређе према супротној страни Сунца, јужни пол ће бити затамњен док ће се северни осветлити, што ће изазвати да се отпуштање метана „пресели“ с југа на север.
Због наведених сезонских промена, посматрање групе облака на Нептуновој јужној хемисфери утврдило је повећање у њиховој величини и албеду. Феномен је први пут пут забележен 1980. те се предвиђа да ће трајати до 2020. Нептунов дуги орбитални период производи „годишња доба“" која трају 40 година.

### Олује
Године 1989. НАСА сонда Војаџер 2 открила је Велику тамну пегу, антициклонски олујни систем који се протеже над подручјем 13.000 x 6600 км, налик Великој црвеној пеги на Јупитеру. Међутим, 2. новембра 1994. свемирски телескоп Хабл није приметио пегу, већ је на северној хемисфери открио нову, сличну, олују.
Скутер је друга олуја, бела група облака јужније од Велике тамне пеге. Њено име произилази од чињенице да се приликом открића кретала брже од Велике тамне пеге с тим да су касније фотографије откриле још брже облаке. Мала тамна пега је јужна циклонска олуја, друга по јачини олуја, која је посматрана током прелета 1989. године. Првобитно је била потпуно тамна, да би током приближавања Војаџера 2 развила светло језгро.
За тамне пеге се верује да настају у тропосфери, на нижој висини од појава са светлим облацима, тако да делују попут рупа у горњим слојевима облака. Будући да се ради о појавама које могу трајати и до неколико месеци, верује се да се ради о вртложним структурама. Често везане уз тамне мрље су и светлији метански облаци који се формирају око тропопаузе. Дуготрајност ових пратећих облака сугерише да неке бивше тамне мрље могу наставити да постоје као циклони иако више нису видљиви као тамне појаве. Тамне се мрље могу распасти једном када се превише приближе екватору или кроз неки други непознати механизам.

### Унутрашња топлота
За Нептунове сложеније климатске услове у односу на Уран верује се да је узрок у већој унутрашњој топлоти. Иако је у односу на Уран удаљенији од Сунца те прима тек 40% сунчевог светла, њихова површинска температура оквирно је једнака. Температуре у горњим слојевима Нептунове тропосфере спуштају се до -221,4 °C (51,8 K). На дубини где је атмосферски притисак једнак 1 бару (100 kPa), температура износи -201,15 °C (72,00 K). Дубље унутар слојева гаса температура постепено расте. Као и код Урана, извор унутрашње топлоте је непознат с тим да и међу њима постоје разлике: Уран исијава само 1,1 пута више енергије него је прими од Сунца, док Нептун исијава 2,61 пута више него што је прими. Иако је најудаљенија планета од Сунца, Нептунова унутрашња енергија довољна је за покретање најснажнијих планетарних ветрова у Сунчевом систему. Предложено је неколико могућих објашњења за овај феномен, укључујући топлоту као продукт радиоактивног распадања из језгра планете, претварање метана под великим притиском у водоник, дијамант и дуже угљоводонике (угљоводоници и дијаманти би се уздизали и тонули притом отпуштајући гравитацијску потенцијалну енергију) те конвекција у нижој атмосфери која узрокује разбијање гравитацијских таласа изнад тропопаузе.

## Путања и ротација

### Путања
Нептунова путања око Сунца има ексцентрицитет од 0,0113, и готово је кружна. Његова тачка најближа Сунцу, перихел, лежи на удаљености од 29,709 АЈ, док је најудаљенија тачка, афел, удаљена 30,385 АЈ. Ово је отуда најудаљенија планета Сунчевог система. Просечна удаљеност између Нептуна и Сунца износи 4,5 милијарди км (око 30,1 АЈ) обављајући једну орбиту сваких 164,79 година. 12. јула 2011. Нептун је направио прву пуну орбиту од свог открића 1846, с тим да се притом није налазио на тачној локацији на којој је био и у време открића због Земљине друге позиције. Нептунова елиптична орбита инклинирана је за 1,77° у односу на Земљу. Због ексцентрицитета од 0,011, удаљеност између Нептуна и Сунца варира за 101 милиона км између фаза перихела и афела.
У спољним областима Сунчевог система, захваљујући својој релативно великој маси, Нептун утиче на путање многих малих небеских тела. Плутонова путања је толико ексцентрична, да се он у свом перихелу приближава Сунцу више него Нептун. Од 1979. до 1999. Плутон је био ближе Сунцу него Нептун. Из перспективе северног пола еклиптике путање Нептуна и Плутона се секу. Међутим, раван путање Плутона је нагнута за 17,1° у односу на Нептунову, а њихове периоде су тако синхронизоване да је при привидном укрштању путања Нептун увек удаљен од Плутона. Док Нептун обиђе Сунце три пута, Плутон га обиђе двапут.
Нагиб осе Нептуна од 28,32° сличан је Земљином (23°) и Марсовом (25°) због чега доживљава сличне сезонске промене. Дуги орбитални период значи да годишња доба трају око 40 земаљских година. Период звездане ротације (дан) траје око 16,11 сати. Будући да Нептун није чврсто тело, атмосфера му пролази кроз процес диференцијалне ротације. Широке екваторијалне зоне ротирају се с периодом од око 18 сати што је спорије од 16,1 сатне ротације планетарног магнетног поља. Супротно томе, поларне регије имају ротацијски период од 12 сати. Нептун има најизраженију диференцијалну ротацију од свих планета Сунчевог система што резултира у снажним попречним ветровима.

### Орбитална резонанца
Нептунова орбита има значајан утицај на Којперов појас, подручје које се наставља иза ње. Појас је прстен малих ледених планетоида, сличан астероидном појасу само пуно већи, протежући се од Нептунове орбите (30 АЈ) до 55 АЈ од Сунца. Слично као што Јупитерова гравитација доминира астероидним појасом обликујући његову структуру, тако Нептунова гравитација доминира Којперовим појасом. Под утицајем Нептунове гравитације нека подручја Којперовог појаса с временом су се дестабилизовала резултирајући у празнинама у његовој структури. Пример тога је подручје између 40 и 42 АЈ.
Унутар наведених празнина постоје орбите где објекти могу преживети од настанка Сунчевог система. Ове се резонанце појављују када Нептунов орбитални период износи тачан разломак објектовог, попут 1:2, или 3:4. Ако рецимо објекат орбитира око Сунца једном за две Нептунове орбите, то значи да ће обавити само пола орбите у тренутку када ће се Нептун вратити на свој исходишни положај. Најнасељенија резонанца Којперовог појаса, с преко 200 познатих објеката, је 2:3 резонанца. Објекти у овој резонанци, названи плутиноси према 134340 Плутону, направе две орбите за три Нептунове. Иако Плутон сече Нептунову орбиту, 2:3 резонанца осигурава да се никада не сударе. Остале резонанце, 3:4, 3:5, 4:7 и 2:5 ређе су насељене.
Нептун поседује и велики број објеката који се налазе у Сунце-Нептун Л4 Лагранжовој тачки - гравитацијски стабилној регији. На Нептунове тројанце може се гледати као да се налазе у 1:1 резонанци с Нептуном. Нептунови тројанци необично су стабилни у својој орбити због чега се претпоставља да су се формирали заједно с Нептуном, и да нису „ухваћени“ током времена. Први и засада једини објект у Нептуновој Л5 Лагранжовој тачки је 2008 ЛЦ18.

## Формација и миграција
Показало се да је формирање ледених дивова, Нептуна и Урана, тешко прецизно приказати моделом. Тренутни модели сугеришу да је густина материје у спољним подручјима Сунчевог система била прениска како би се њоме објаснило формирање овако великих тела кроз традиционално прихваћену методу увећавања језгра. Према једној хипотези, ледени дивови су настали из нестабилности изворног протопланетарног диска, те да им је атмосферу накнадно однијела радијација од недалеке ОБ звијезде.
Према другом концепту настали су ближе Сунцу где је густина материје била виша, да би накнадно мигрирали у тренутне орбите након уклањања гасовитог протопланетарног диска. Хипотеза миграције након формирања тренутно се преферира у научним круговима због своје способности да боље објасни попуњеност популације малих објеката посматраних у транс-Нептунској регији. Тренутно најшире прихваћено објашњење детаља ове хипотезе познато је као Нис модел, који објашњава утицај мигрирајућег Нептуна те других гасовитих дивова на структуру Којперовог појаса.

## Природни сателити
Нептун поседује 14 познатих природних сателита. Далеко највећи, заузимајући више од 99,5% масе у орбити око Нептуна те једини који је довољно масиван да буде сферичан, јест Тритон, који је Вилијам Ласел открио свега 17 дана након открића самога Нептуна. За разлику од других великих сателита у Сунчевом систему, Тритон има ретроградну орбиту што сугерише да је захваћен, а не формиран на месту; највјеројатније као патуљаста планета из Којперовог појаса. Године 1989. Тритон је био најхладнији објект икад измерен у Сунчевом систему, с процењеном температуром од -235 °C (38 ).
Нептунов други познати сателит (према реду откривања), неправилни месец Нереида, има једну од најексцентричнијих орбита од свих природних сателита сунчевог система. Ексцентрицитет од 0,7512 производи апоапсис који износи седам пута удаљености периапсиса од Нептуна.
У раздобљу од јула до септембра 1989. Војаџер 2 је открио шест до тада непознатих Нептунових сателита. Међу њима, неправилно обликовани Протеј, значајан је по томе што небеско тело његових димензија и густине није успело да поприми сферичан облик под утицајем властите гравитације. Иако је други најмасивнији Нептунов месец, његова маса износи тек једну четвртину једног процента масе Тритона. Најунутрашњији сателити - Најада, Таласа, Деспина и Галатеја - орбитују довољно близу да буду унутар Нептунових планетарних прстенова. Лариса је изворно откривена 1981. током окултације звезде. Како је догађај својевремено приписан прстеновим луковима, тек је прелетом Војаџера 2 1989. откривен прави узрок окултације те потврђено њено постојање. Пет неправилних сателита откривено је између 2002. и 2003. те су јавно прихваћени 2004. Будући је Нептун био римски бог мора, сателити су названи по нижим морским божанствима.

## Посматрање
Нептун никада није видљив голим оком будући има сјај између магнитуда +7,7 и +8,0, што значи да може да буде засењен Јупитеровим Галилејанским месецима, патуљастом планетом 1 Церес, те астероидима 4 Веста, 2 Палас, 7 Ирис, 3. јуно и 6 Хебе. Посматран кроз телескоп или бољи двоглед, Нептун изгледа као мали плави диск, сличан Урану.
Због Нептунове удаљености од Земље, његов угаони пречник износи свега од 2,2 до 2,4 угаоне секунде, што је најмање од свих планета Сунчевог система. Наведени параметри разлог су због којег је тешко визуелно проучавати ову планету. Већина телескопских податка била је ограничена до појаве свемирског телескопа Хабл те великих земаљских телескопа с адаптивном оптиком. Проучавање радио-фреквенција открива да је Нептун извор непрекидних емисија, али и неправилних праскова. За обе појаве се верује да настају из магнетног поља. Посматране кроз инфрацрвени спектар, Нептунове олује делују светло у односу на хладнију позадину што омогућује редовно праћење њихових величина и облика.

## Истраживање
Најближи прилаз Нептуну Војаџер 2 је остварио 25. августа 1989. Будући је ово била посљедња планета с којим се летелица могла сусрести, одлучено је да се обави близак прелет Тритона, без обзира на последице које би то могло имати на путању. Снимци послати назад на Земљу постали су основа целовечерњег програма Neptune All Night на ПБС-у 1989.
Током прелета планете, сигналима са сонде било је потребно 246 минута да дођу до Земље. Због тога се већи део мисије Војаџера 2 ослањао на унапријед учитане наредбе, укључујући оне унете за време истраживања Нептуна. Летилица је извела блиски сусрет с месецом Нереидом пре него се 25. августа приближила на 4400 км од Нептунове атмосфере, након чега се истога дана приближила највећем месецу Тритону.
Свемирска сонда потврдила је постојање магнетског поља које окружује планету, те је открила да је поље одмакнуто од средишта и нагнуто на сличан начин као што је и поље око Урана. Питање ротацијског периода планете решено је упорабом мерења радио емисија. Војаџер 2 је показао да Нептун има и неочекивано активан климатски систем. Откривено је и шест нових месеца, те је установљено да планета има више од једног прстена.
Године 2003. постојао је приједлог НАСА-ином „Vision Missions Studies“ да се реализује мисија „Нептуновог орбитера”, која би обављала научне експерименте на нивоу Касини—Хајгенса без упорабе извора енергије или погона базираних на фисији.